# Тип 91 (торпеда)
Торпеда «Тип 91» (яп. 九一式魚雷) — основна авіаційна торпеда Імперського флоту Японії з 1931 року. Найбільше прославилась через можливість використання в порівняно мілких морях, що дозволило провести сумнозвісний напад на Перл-Гарбор. Оскільки «Тип 91» був єдиним масовим варіантом авіаційної торпеди в військах він називався просто «Коку Ґуораі» (яп. 航空魚雷 — авіаційна торпеда)

## Опис
«Тип 91» мав діаметр 45 см і довжину в 5.27 метрів, приблизно як і більшість авіаційних торпед того часу. Проте на відміну від торпед інших країн «Тип 91» міг запускатись з торпедоносця на швидкості близько 380 км/год, що дозволяло останньому набагато швидше заходити і виходити на ціль. Після скидання з висоти близько 35 метрів, торпеда піднімалась на попередньо задану глибину (зазвичай 2-6 метрів) і починала рух до цілі з швидкістю 42 вузли (78 км/год) і дальністю 2000 метрів. В рух торпеда приводилась малим поршневим двигуном, який використовував попередньо змішаний керосин і стиснуте повітря. Охолодження системи відбувалось через контакт з морською водою. В залежності від модифікації торпеди в ній могло міститись від 150 до 420 кілограм вибухової речовини.

## Тактика застосування
Як і для будь-якої іншої торпеди, основною задачею пілота було запустити її по курсу який перетинається з курсом корабля. В свою чергу команда корабля під час атаки стежила за торпедами і намагалась їх уникнути звертаючи з початкового курсу. З метою підвищення шансу попадання пілоти японської флотської авіації практикували декількох торпедоносців одночасно з різних сторін. Іншим способом було скидати торпеду на малій відстані до корабля (приблизно 600 метрів), але в такому випадку торпедоносець був вразливий до вогню ППО.